# Canowindra
Canowindra (prononciation: /kəˈnaʊndrə/) est une localité australienne située dans la zone d'administration locale de Cabonne en Nouvelle-Galles du Sud.

## Géographie
Le village est situé sur la rivière Belubula dans le centre de la Nouvelle-Galles du Sud, à 57 km au sud-ouest d'Orange et 315 km à l'ouest de Sydney.

## Démographie
En 2016, la population s'élevait à 2 258 habitants.

## Site paléontologique
Canowindra est le site de l'une des plus grandes réserves de fossiles. Le site, découvert accidentellement par un cantonnier en 1956, abrite des poissons fossiles vieux de 360 millions d'années, c'est-à-dire de la période du Dévonien au Paléozoïque. Les fossiles ont été transférés à l'Australian Museum, à Sydney. Les poissons, qui avaient été pris au piège dans un étang asséché, étaient deux espèces d'Antiarchi de la classe des placodermes: Remigolepis walkeri et Bothriolepis yeungae et Canowindra grassi, un crossoptérygien ainsi que deux jeunes poissons de l'ordre des arthrodires (classe des placodermes), du genre Groenlandaspis.
On ne retrouva pas d'autres fossiles jusqu'en janvier 1993. Cette année-là, des fouilles sur le site à l'aide d'une pelleteuse mirent au jour de nouvelles strates de fossiles où des quantités importantes de poissons étaient conservées dans le détail (voir Lagerstätte). Les échantillons peuvent être vus dans un musée spécialement mis en place, Age of Fishes Museum.
Le site de Canowindra a été inscrit au patrimoine national australien en raison de son importance scientifique internationale.